# Giuseppe Cadorin
Giuseppe Cadorin (Lorenzago di Cadore, 13 novembre 1792 – San Fior, 14 dicembre 1851) è stato un abate e storico italiano.
Sebbene abbia raccolto e pubblicato importanti documenti sulla storia artistica ed architettonica del Palazzo Ducale di Venezia, la sua fama è legata soprattutto ad una biografia di Tiziano.

## Biografia
Studiò insieme a Giuseppe Ciani presso il seminario arcidiocesano di Udine. Dal 1816, una volta ordinato sacerdote, fu a Venezia, dove visse, insegnando dapprima lettere nel seminario patriarcale.
La successiva nomina di ispettore scolastico, conferitagli dal governo austriaco, gli permise di poter accedere a diversi archivi veneziani, di cui divenne assiduo e privilegiato frequentatore e in queste vesti lo ha conosciuto, e ricordato, Cesare Cantù.
Uno dei suoi due principali filoni d'indagine è costituito dalla storia della dimora ducale del capoluogo lagunare, al quale ha contribuito preliminarmente con le Notizie storiche della fabbrica del Palazzo Ducale e de' suoi architetti nei secoli XIV e XV (1837), che ha rifuso poi, l'anno successivo, nel più corposo Pareri di XV architetti e notizie storiche intorno al palazzo ducale di Venezia. In quest'ultima sede ha pubblicato gli inediti di una serie di architetti ed ingegneri - tra i quali Andrea Palladio, Francesco Sansovino, Andrea da Valle, Antonio da Ponte e Francesco Zamberlan - interpellati dal Governo della Repubblica di Venezia, che voleva pareri circa le condizioni e l'eventuale riutilizzo della storica dimora colpita, nel dicembre 1577, da un incendio. Tali documenti, la cui importanza è stata ricordata anche da John Ruskin, funsero da base per le ricerche di numerosi studiosi, fra i quali Francesco Lazzari per la biografia su Giuseppe Benoni e Antonio Magrini per la biografia palladiana. Il volume è stato riedito un ventennio dopo (1858), quindi postumo, accresciuto di altri documenti e con un'appendice di risposte ad alcune critiche che erano state mosse, all'abate, in articoli pubblicati su periodici veneziani.
L'altro filone di studio ha riguardato la vita e l'opera di Tiziano Vecellio, sul quale Cadorin intendeva scrivere una biografia ampia, sulla scorta della mole documentaria che aveva accumulato nel tempo. Tuttavia il suo contributo sul celebre artista veneto, a parte qualche articolo, che sarebbe stato pubblicato postumo dal nipote, si è fermato al lavoro Dello amore ai Veneziani di Tiziano Vecellio (1833), che pure riscosse numerosi elogi da autori coevi, quali Gaetano Giordani, Emmanuele Antonio Cicogna e il curatore della vasariana Vita di Tiziano Gaetano Milanesi. In Dello amore ai Veneziani, in cui pubblica anche notizie a carattere genealogico sulla famiglia Vecellio, di cui ha stilato un albero genealogico, l'erudito di Lorenzago ha per altro individuato e descritto, da primo, la casa natale di Tiziano a Pieve di Cadore.
Amico di Leopoldo Cicognara, nel 1840 Cadorin ha curato anche la pubblicazione di un'inedita corrispondenza epistolare tra Giammaria Ortes a Francesco Algarotti. Ha scritto inoltre diverse orazioni in particolare per occasioni di genere nuptialia.
Nella sua villa di San Fior, dove trascorse gli ultimi anni di vita, ospitò Pier Fortunato Calvi, che era stato ferito a seguito degli eventi che determinarono la rioccupazione austriaca del Cadore.

## Opere principali
- 1833 - Dello amore ai Veneziani di Tiziano Vecellio
- 1838 - Pareri di XV architetti e notizie storiche intorno al palazzo ducale di Venezia (II ed. 1858)
- 1840 - Lettere di Giammaria Ortes veneziano a Francesco Algarotti
- 1843 - Cenni storici delle nove congregazioni del clero veneto
- 1847 - Degli archivi veneti generali